# Diário do Minho
O Diário do Minho é um periódico português, sedeado em Braga. Foi fundado em 15 de Abril de 1919.

## Descrição e história
De acordo com o estatuto editorial, o Diário do Minho categoriza-se como um «jornal de informação geral, de expansão regional e de inspiração cristã», estando «aberto ao pluralismo e à diversidade de opiniões, tendo por limites os decorrentes da Doutrina da Igreja». O proprietário do jornal é a Empresa Diário do Minho. O jornal está sedeado na cidade de Braga.
O antecessor do Diário do Minho foi o jornal Echos do Minho, fundado em 1911 por Joaquim António Pereira Vilela, que foi detido pelo governo por estar alegadamente envolvido no golpe militar conhecido como Monarquia do Norte. Por este motivo, o Echos do Minho foi suspenso em Fevereiro de 1919. Joaquim Vilela iniciou então a criação de um novo jornal, o Diario do Minho, que foi fundado em 15 de Abril de 1919. Este foi um período de grandes dificuldades para a imprensa católica em Portugal, devido à oposição do governo republicano, que procurava combater as influências religiosas sobre a vida social. Ainda assim, conseguiu afirmar-se devido à forma verdadeira e rigorosa como apresentava a sua informação, sempre baseada em fontes confiáveis. Apesar de ser um jornal de orientação religiosa, foi desde o princípio até 1931 dirigido por leigos. Entre 1931 e 1933 o jornal foi dirigido pelo cónego António Avelino Gonçalves, tendo o monsenhor Moreira das Neves afirmado que durante o seu mandato «se afastou sistematicamente de todas as questiúnculas políticas e de ataques pessoais, dando ao jornal a feição católica no total significado do termo» Em 1933 passou a ser dirigido pelo padre Magalhães Costa, um destacado investigador e preso político da Primeira República, e que em 1941 ainda ocupava aquele posto. Neste ano o redactor era Afonso Palmeira, e o jornal estava sedeado no número 122 da Avenida dos Combates da Grande Guerra, em Braga.
Em 31 de Agosto de 2010 o jornal Público noticiou que no dia seguinte iria iniciar funções pela primeira vez desde 1931 um director não religioso, substituindo o cónego José Miguel Pereira, que esteve à frente do periódico durante cinco anos. O novo director era Luís Silva Pereira, professor de Literatura Portuguesa e História da Arte na Universidade Católica. Apesar desta medida, a empresa gestora do jornal continuou a ser propriedade do Seminário Conciliar de Braga e da Diocese de Braga. Segundo José Miguel Pereira, a alteração foi motivada pela falta de sacerdotes e a uma maior laicização da imprensa: «"Não há muitos padres e a Igreja tem cada vez mais dificuldades para responder às necessidades. Por isso, este será cada vez mais o mundo dos leigos». Esta opinião foi sustentada pelo arcebispo de Braga, D. Jorge Ortiga, que explicou que o mundo da comunicação social era «complexo», existindo grandes dificuldades em «abraçá-lo dentro dos limites decorrentes da doutrina da Igreja», mas acentou que «importa continuar a apostar num jornal com rosto e identidade cristã e marcada vertente eclesial católica». O Diário do Minho era então um dos periódicos regionais mais lidos no país e o principal no distrito de Braga, tendo cerca de 73 mil leitores diários, equivalente a 10,8 % de audiência.
Em Dezembro de 2010, o administrador do jornal, Fernando Alves Monteiro, foi eleito presidente da Associação da Imprensa Diária. Em Outubro de 2011, a gráfica do Diário do Minho foi inundada durante um temporal que assolou a região de Braga, provocado avultados prejuízos. Em Abril de 2017 foram inauguradas as novas instalações, dando um novo impulso ao jornal, cuja base financeira é em grande parte suportada pela sua oficina gráfica, que em 2019 era responsável pela impressão de mais de uma centena de jornais regionais, além de livros e revistas e outras publicações. Em Dezembro de 2018 foi lançada a revista Minha, como parte de uma estratégia de desenvolvimento do jornal, no sentido de contrariar os efeitos económicos provocados pela redução nas vendas, assinaturas e contratos publicitários.